# Mikey Garcia
Miguel Ángel García Cortez, detto Mikey (Oxnard, 15 dicembre 1987), è un pugile statunitense.
Campione in quattro categorie di peso, è stato detentore del titolo mondiale WBC nel 2017. In precedenza è stato anche campione WBO e The Ring dei pesi piuma, WBO dei pesi superpiuma, IBF e lineare dei pesi superleggeri.

## Biografia
Nasce nella città californiana di Oxnard, da genitori di origine messicana. Conosce il mondo del pugilato sin da giovane età, crescendo in una famiglia molto legata a tale sport: il padre Eduardo è un allenatore di boxe, mentre i fratelli Robert e Daniel sono stati pugili professionisti.

## Carriera

### Carriera amatoriale
Ha una carriera amatoriale di discreto successo, prendendo parte a diverse competizioni nazionali nella categoria dei pesi leggeri. 

### Carriera professionale
Garcia debutta da professionista il 14 luglio 2006, sconfiggendo il messicano Herrera Mendoza per decisione unanime dopo quattro round. Viene quindi preso sotto l'ala del promotore Bob Arum, che decide di metterlo sotto contratto nel suo polo manageriale Top Rank.